# Stephen Gaghan
Stephen Gaghan (Louisville, 6 maggio 1965) è uno sceneggiatore e regista statunitense.
Ha vinto il Premio Oscar alla migliore sceneggiatura non originale nel 2001 per Traffic. Ha ricevuto una seconda nomination (sceneggiatura originale) per Syriana nel 2006, film di cui ha curato anche la regia.
Si è poi aggiudicato un premio BAFTA al miglior adattamento ed un Golden Globe per la miglior sceneggiatura, entrambi per Traffic nel 2001, oltre ad un Emmy Award per il telefilm NYPD Blue nel 1993 e numerosi premi minori.
Gaghan ha iniziato la sua carriera di sceneggiatore in alcune serie TV, alla metà degli anni '90 (New York Undercover, American Gothic, New York Police Department, The Practice - Professione avvocati, Sleepwalkers), per poi passare al cinema. Il suo primo lungometraggio è Regole d'onore, diretto da William Friedkin, seguito nell stesso anno (il 2000) da Traffic, che gli valse l'Oscar.
Nel 2002 ha fatto il suo esordio da regista nel film - da lui scritto - Abandon - Misteriosi omicidi. Nel 2004 ha scritto Alamo - Gli ultimi eroi ed un anno dopo Havoc - Fuori controllo e Syriana.

## Filmografia

### Sceneggiatore
- Regole d'onore (Rules of Engagement), regia di William Friedkin (2000)
- Traffic, regia di Steven Soderbergh (2000)
- Alamo - Gli ultimi eroi (The Alamo), regia di John Lee Hancock (2004)
- Abandon - Misteriosi omicidi (Abandon), regia di Stephen Gaghan (2004)
- Havoc - Fuori controllo (Havoc), regia di Barbara Kopple (2005)
- Syriana, regia di Stephen Gaghan (2005)
- Call of Duty: Ghosts - videogioco (2013)
- Dolittle, regia di Stephen Gaghan (2020)

### Regista
- Abandon - Misteriosi omicidi (Abandon) (2004)
- Syriana (2005)
- Gold - La grande truffa (Gold) (2016)
- Dolittle (2020)